# ㄳ
ㄳ(표준어: 기역시옷, 문화어: 기윽시읏)은 한글 낱자의 ㄱ과 ㅅ을 겹쳐 놓은 것이다. 첫소리로는 쓰이지 않고 끝소리로만 쓰인다. 
‘삯’처럼 혼자 발음할 때에는 ㄱ 소리만 나지만 ㅇ이 뒤에 올 때에는 ㅆ 소리가 나는 어근의 받침으로 쓰인다.
- 삯이 → [삭씨]
- 삯을 → [삭쓸]
- 몫이 → [목씨]
- 몫을 → [목쓸]

## 코드 값
| 종류                  | 종류           | 글자   | 유니코드 | HTML     |
| --------------------- | -------------- | ------ | -------- | -------- |
| 한글 호환 자모        | 한글 호환 자모 | ㄳ     | U+3133   | &#12595; |
| 한글 자모 영역        | 첫소리         | (없음) | (없음)   | (없음)   |
| 한글 자모 영역        | 끝소리         | ᅟᅠᆪ     | U+11AA   | &#4522;  |
| 한양 사용자 정의 영역 | 첫소리         | (없음) | (없음)   | (없음)   |
| 한양 사용자 정의 영역 | 끝소리         |     | U+F870   | &#63600; |
| 반각                  | 반각           | ﾣ      | U+FFA3   | &#65443; |

## 정보
| 자명 | 기역시옷（남） 기윽시읏（북）                                                                                                 |
| 발음 | 어중 : [ k ̚ˀs ], 어말 : [ k ̚ ], 어중 구개음화 : [ k ̚ˀɕ ]（남） 어중 : [ k ̚ˀs ], 어말 : [ k ̚ ], 어중 구개음화 : [ k ̚ˀɕ ]（북） |
| 이음 | 후행 자음이 평음일 경우 평음이 경음으로 된다.                                                                                 |

## 기타
통신체에서 주로 '감사'의 뜻을 초성으로 나타낼 때 쓰인다.